# サロメ (オペラ)
『サロメ』（ドイツ語: Salome）作品54は、リヒャルト・シュトラウスが1903年から1905年にかけて作曲した1幕のオペラ（元々の記述はオペラではなく、「1幕の劇 Drama in einem Aufzuge」であるが、ドイツオペラはむしろオペラと明記してある作品の方が少数でもあり、通常は一括してオペラと呼ばれる）。台本はオスカー・ワイルドの戯曲『サロメ』をもとに、ヘートヴィヒ・ラハマンが独訳したもの。

## 概要
『火の危機』を発表後、この作品と対になる1幕もののオペラを構想したことに始まるといわれる。サロメの物語はもともと『新約聖書』の挿話であるが、オスカー・ワイルドの戯曲になる頃には預言者の生首に少女が接吻するという世紀末芸術に変容している。シュトラウスが交響詩の作曲を通じて培った極彩色の管弦楽法により、濃厚な官能的表現が繰り広げられる。
シュトラウスは最初、アントン・リントナーの台本による作曲を考えていたが、原文をそのまま用いる方が良いと判断し、原作の独訳を台本としている（原文の台詞を削除している箇所もある）。
前奏なしの4場構成となっていて、第4場の『サロメの踊り（7つのヴェールの踊り）』が著名で単独の演奏や録音も存在する。ただし、劇の流れからするとこの部分はやや浮いており、前後の緊張感あふれる音楽・歌唱を弛緩させているという評価（例えばアルマ・マーラーによる批判など）も少なからず存在する。この「欠陥」は次作の『エレクトラ』でほぼ克服されている。
さほど長い作品ではないが、表題役のサロメは他の出演者に比べて比重がかなり大きく、ほとんど舞台上に居続けで歌うこととなる。また少女らしい初々しさと狂気じみた淫蕩さ、可憐なか細い声と強靭で大きな声といった、一人の演者では両立困難な演技表現が求められる。さらに前述した第4場の「サロメの踊り」の場面では、長いソロダンスを踊らなければならない（ただし、この踊りには代理のダンサーが立てられることもある）。これらのことから、サロメの表題役はドイツ・オペラきっての難役とも言われる。

## 登場人物
- サロメ (ソプラノ)　ヘロディアスの娘、連れ子
- ヘロデ (テノール)　ユダヤの領主
- ヘロディアス (メゾソプラノ)　ヘロデの妻
- ヨカナーン (バリトン)　預言者
- ナラボート (テノール)　衛兵隊長
- ヘロディアスの小姓 (アルト)
- 5人のユダヤ人 (テノール4、バス1)
- 2人のナザレ人 (テノール、バス)
- カッパドキア人 (バス)
- 奴隷 (ソプラノ/テノール)
- エジプト、ローマからの賓客たちとその随員たち、召使たち、兵士たち (以上黙役)

## あらすじ
紀元30年ごろ、ガリラヤ湖に面したヘロデの宮殿の大テラス。シリア人の衛兵隊長ナラボートは、宮殿で開かれている宴を覗き見し、サロメの美しさに心を奪われるものの、ナラボートをひそかに慕うヘロディアスの小姓にたしなめられる。そこへ救世主の到来を告げる重々しい声。兵士たちによればそれは地下の空の古井戸に幽閉されている預言者ヨカナーンの声だとのこと。
そこへサロメが現れる。彼女は義父であるヘロデが自分に投げかける、情欲むき出しの視線に耐えかね、宴席を抜け出してきたのだったが、聞こえてくる声に興味を示し、ナラボートが自分に好意を抱いていることにつけこんで、ヨカナーンをここへ連れて来いという。兵士たちはヨカナーンに接触することを禁じられていたため、はじめはそれに応じないが、サロメはナラボートに媚を売り、古井戸から連れ出させる。現れたヨカナーンに圧倒されるサロメ。ヨカナーンは彼女には見向きもせず、サロメの母ヘロディアスの淫行を非難するが、サロメはなおも彼に近付こうとする。憧れのサロメの、あまりに軽薄な態度に落胆したナラボートは自決を遂げてしまう。ヨカナーンはサロメをたしなめつつ自ら古井戸に戻る。
やがてサロメを探してヘロデがヘロディアスや家臣たちとともに姿を現す。彼らはナラボートの死体から流れ出た血で足を滑らせたため、ヘロデはナラボートが自決したことを知る。不気味な前兆におびえながらも、ヘロデはサロメを自分の側に呼び寄せ、関心を惹くべく酒や果物を勧めるが、サロメはまったく興味を示さず、ヘロディアスも娘を王に近づけまいとする。
そこへヘロデ夫妻の行状を非難するヨカナーンの声。ヘロディアスは激怒し、彼を黙らせるか、ユダヤ人たちに引き渡してしまえ、と叫び、ユダヤ人とナザレ人たちは言い争いを始める。ヨカナーンの声はなおも響いてくるので、心を乱されたヘロデは気分直しにサロメに舞を所望する。サロメははじめはそれに応じようとしないが、ヘロデが褒美は何でもほしいものを与える、と持ちかけたため、サロメは裸身に7枚の薄いヴェールを身につけて踊り始める。官能的な舞が進むにつれ、ヴェールを一枚ずつ脱ぎ捨ててゆくサロメ。ヘロデは強く興奮し、やがて舞を終えたサロメに何が欲しいかと尋ねる。
サロメの答えは銀の大皿に載せたヨカナーンの生首。さすがに狼狽したヘロデは代わりのものとして宝石や白いクジャク、果ては自分の所領の半分ではどうか、と提案するものの、サロメは頑として合意しない。ヘロデはとうとう根負けし、ヘロディアスが彼の指から死の指輪を抜き取って首切り役人に渡す。役人は古井戸の中へ入ってゆき、サロメはその近くで耳を澄ましている。不気味な静寂だけが続き、サロメが苛立ちを募らせていると、騒々しい大音響が響き、首切り役人が銀の大皿に乗せたヨカナーンの生首を持って現れる。サロメは狂喜してそれを掴むと、お前は私にくちづけさせてはくれなかった、だから今こうして私が、と長いモノローグを歌った後、恍惚としてヨカナーンの生首にくちづけする。そのさまに慄然としたヘロデはサロメを殺せと兵士たちに命じ、サロメは彼らの楯に押しつぶされて死ぬ。

## 初演

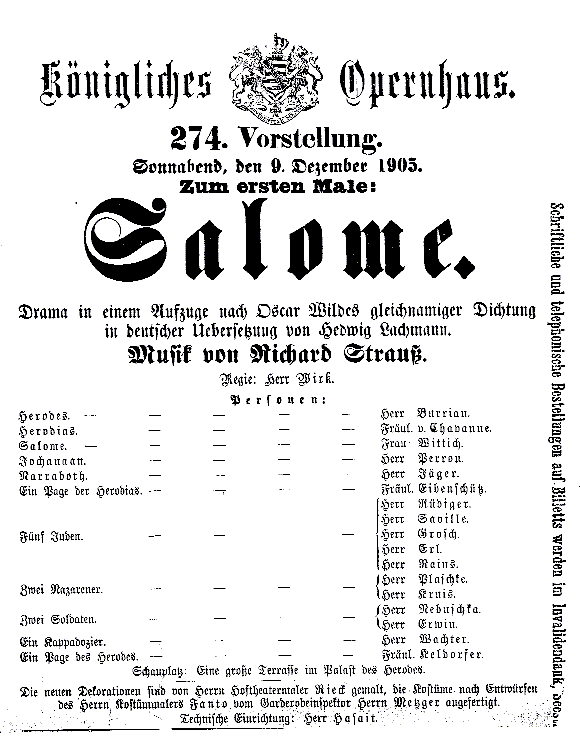
初演の広告

- 1905年12月9日、ドレスデン宮廷歌劇場
- 指揮：エルンスト・フォン・シューフ
- 演出：ヴィルムヘルム・ヴィンク
- サロメ：マリー・ヴィティヒ（英語版）
- ヘロデ王：カレル・ブリアン（英語版）
- ヨカナーン：カール・ペロン（ドイツ語版）

日本初演
- 1962年4月24日、フェスティバルホール（大阪）
- 指揮：マンフレート・グルリット
- 東京フィルハーモニー交響楽団
- 演出：青山圭男
- サロメ：クリステル・ゴルツ（英語版）
- ヘロデ王：フリッツ・ウール（英語版）
- ヨカナーン：ヨーゼフ・メッテルニヒ（ドイツ語版）
- ヘロディアス：三枝貴美子

他

## 編成
105名～108名必要
ピッコロ 1、フルート 3、オーボエ 2、イングリッシュホルン 1、ヘッケルフォン 1、E♭クラリネット 1、B♭管クラリネット 2、A管クラリネット 2、バスクラリネット 1、ファゴット 3、コントラファゴット 1、ホルン 6、トランペット 4、トロンボーン 4、バスチューバ 1、ティンパニ （小ティンパニを含めて計5個、一人）、タムタム 1、シンバル 1、大太鼓 1、小太鼓 1、タンブリン 1、トライアングル 1、木琴 1、カスタネット 1、グロッケンシュピール 1、（打楽器で6人～7人必要）、チェレスタ 1、ハープ2、第1ヴァイオリン 16、第2ヴァイオリン 16、ヴィオラ10～12、チェロ 10、コントラバス 8、ハルモニウム、オルガン
そのほか中小の歌劇場用の3管編成の楽譜が存在している（デュッセルドルフ・オペラ）。

## 演奏時間
約1時間45分（カット無し）